# Olá (huyện)
Huyện Olá là một huyện (distrito) thuộc tỉnh Coclé ở Panama. Theo điều tra dân số năm 2000, huyện này có dân số 5671 người. Huyện Olá có diện tích 381 km². Huyện lỵ đóng tại Olá.